# Veine rectale moyenne
Les veines rectales moyennes (ou veine hémorroïdales moyennes) prennent leur origine dans le plexus hémorroïdal. Il existe une ou 2 veines rectales moyennes par côté. Chacune reçoit le sang veineux de 3 branches d'origine : une branche musculaire issue du releveur de l'anus, une branche rectale issue du plexus hémorroïdal, une branche vésico-utérine issue de la prostate et des vésicules séminales chez l'homme et du vagin chez la femme, ainsi que de la vessie.
Ils se poursuivent latéralement sur la surface pelvienne de l'élévateur de anus pour se terminer dans la veine iliaque interne. Dans le colon et le rectum, les veines supérieures à la veine rectale moyenne se drainent via le système porte vers le foie. Les veines inférieures, et notamment la veine rectale moyenne, se drainent dans la circulation systémique et retournent au cœur en contournant le foie.
Les veines rectales moyennes et inférieures constituent d'importantes anastomoses porto-caves. En cas de reflux du sang portal, le plexus hémorroïdal absorbe le surcroit de pression qui est absorbé par les veines rectales moyennes et inférieures, celles-ci peuvent alors acquérir un volume considérable.